# Flabellina
Flabellina é um gênero de lesmas-do-mar, especificamente nudibrânquios aeolídeos. Estes animais são moluscos gastrópodes marinhos da família Flabellinidae.

## Espécies
Entre as espécies até agora descritas neste gênero incluem-se:

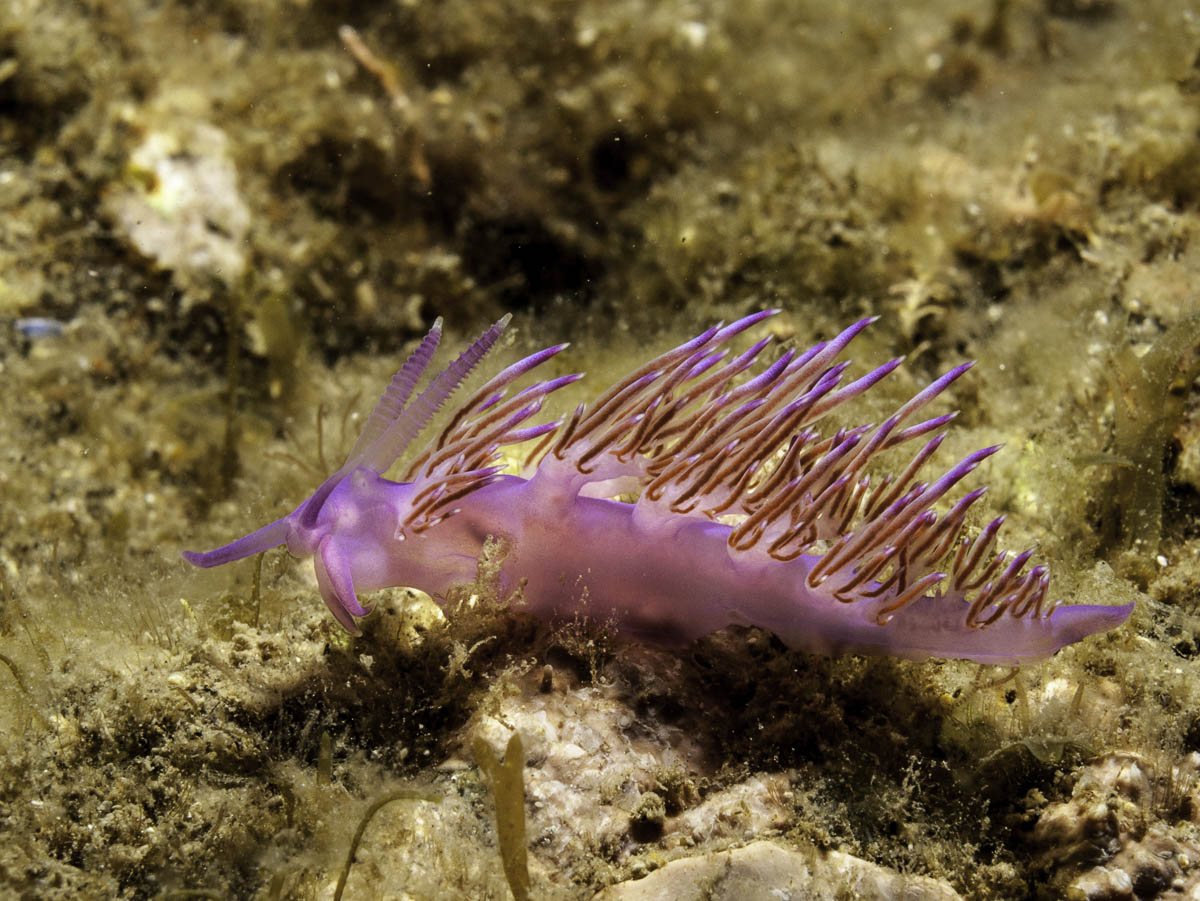
Flabellina affinis
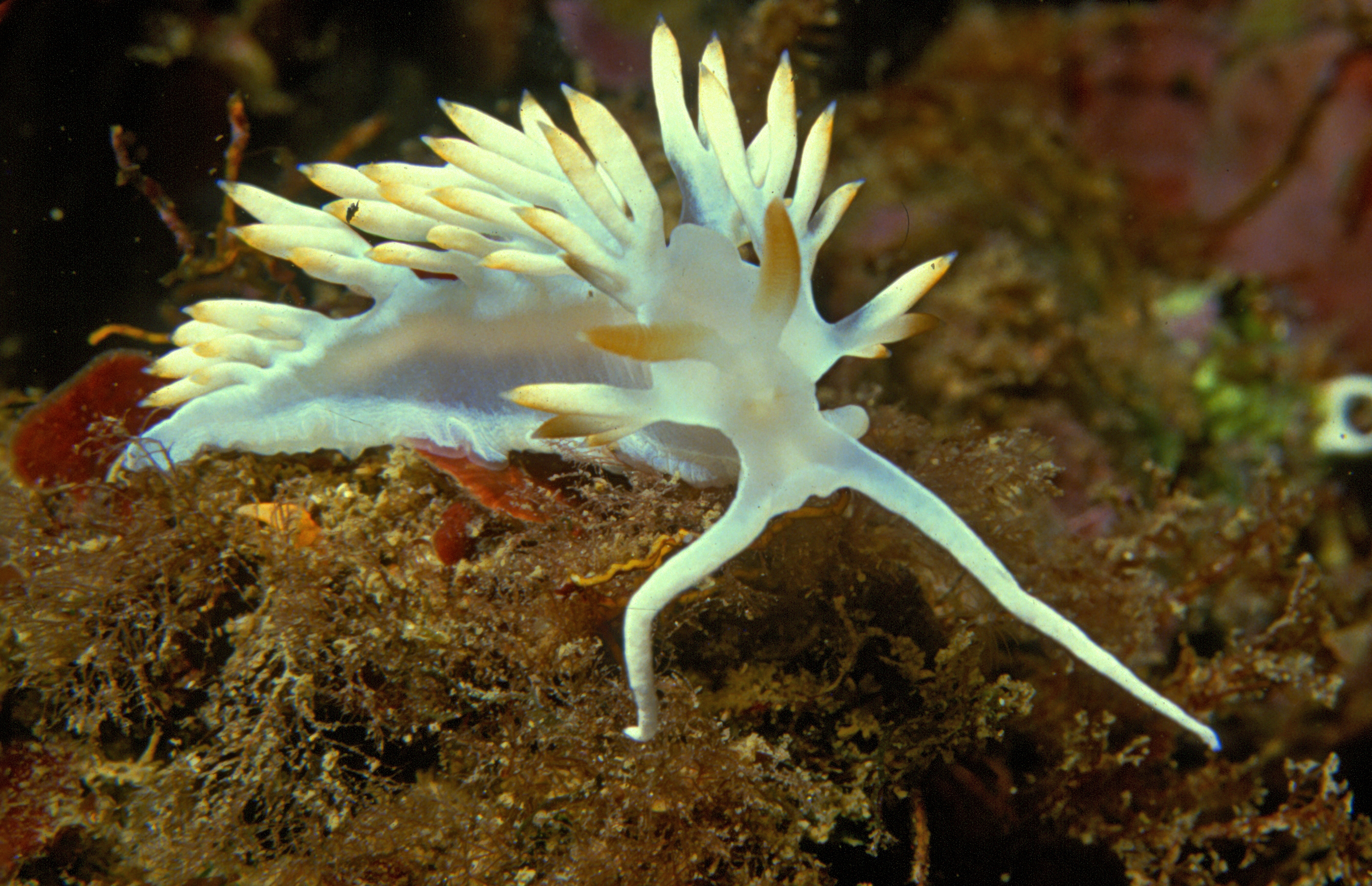
Flabellina babai
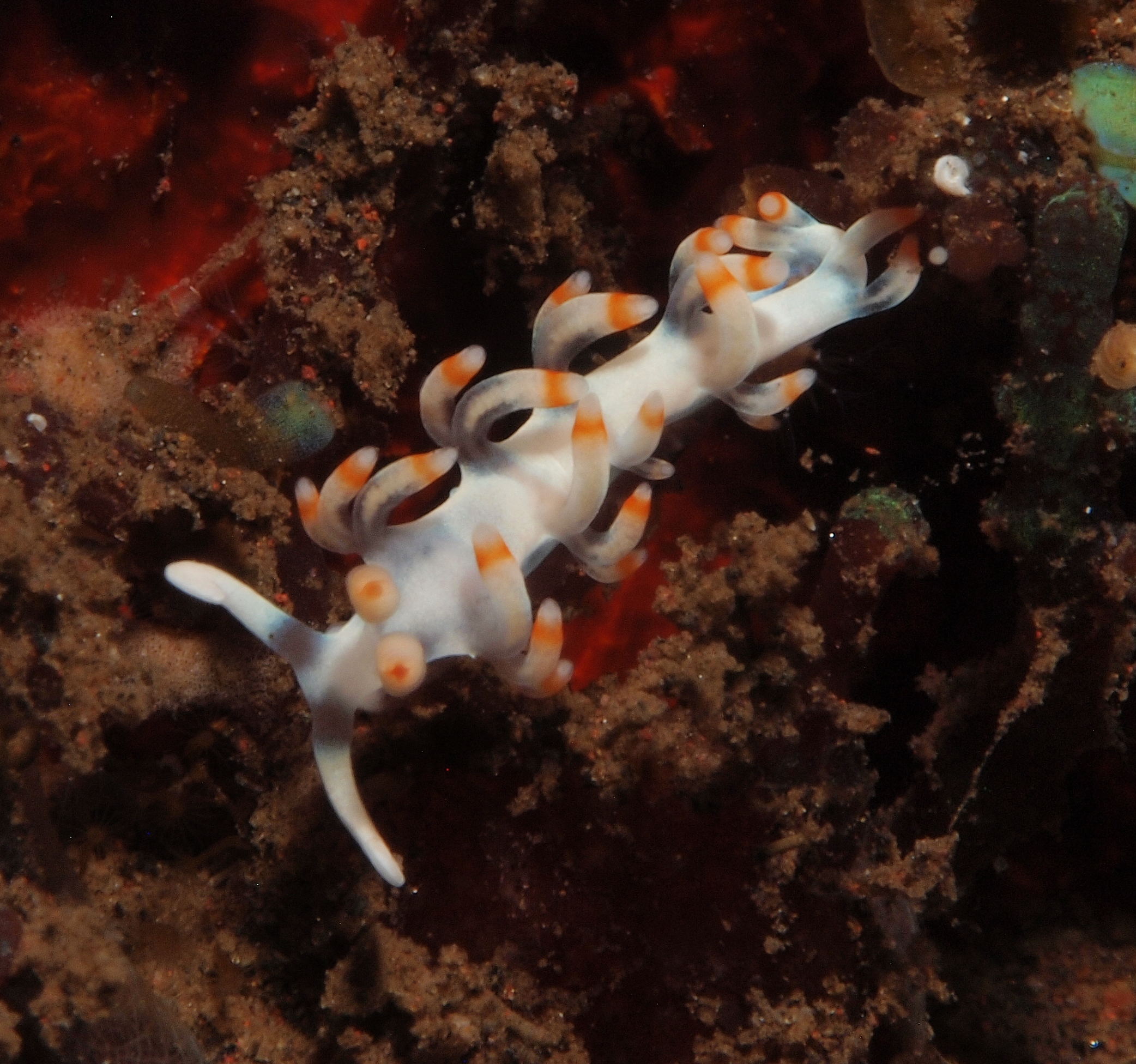
Flabellina bicolor
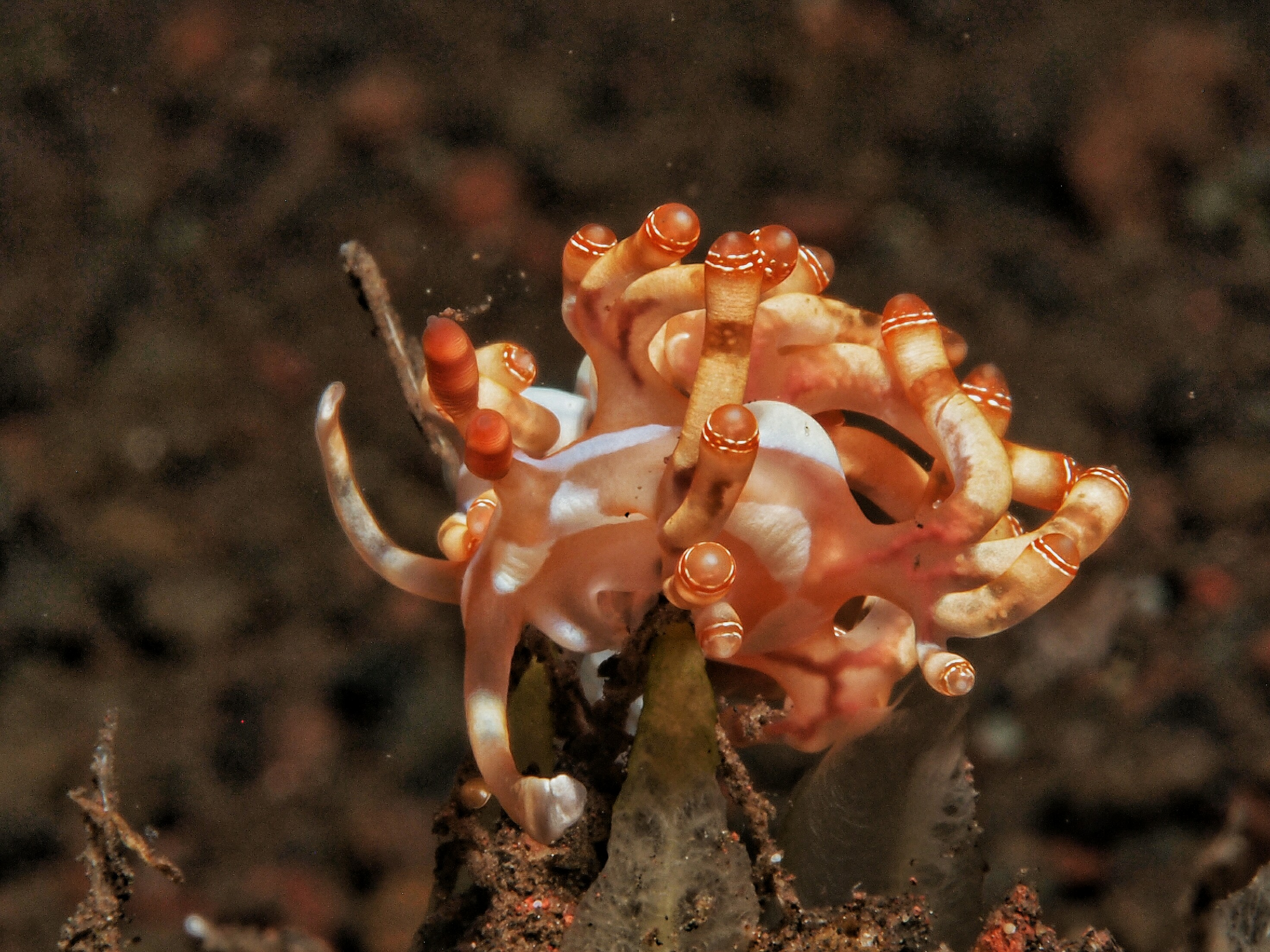
Flabellina bilas
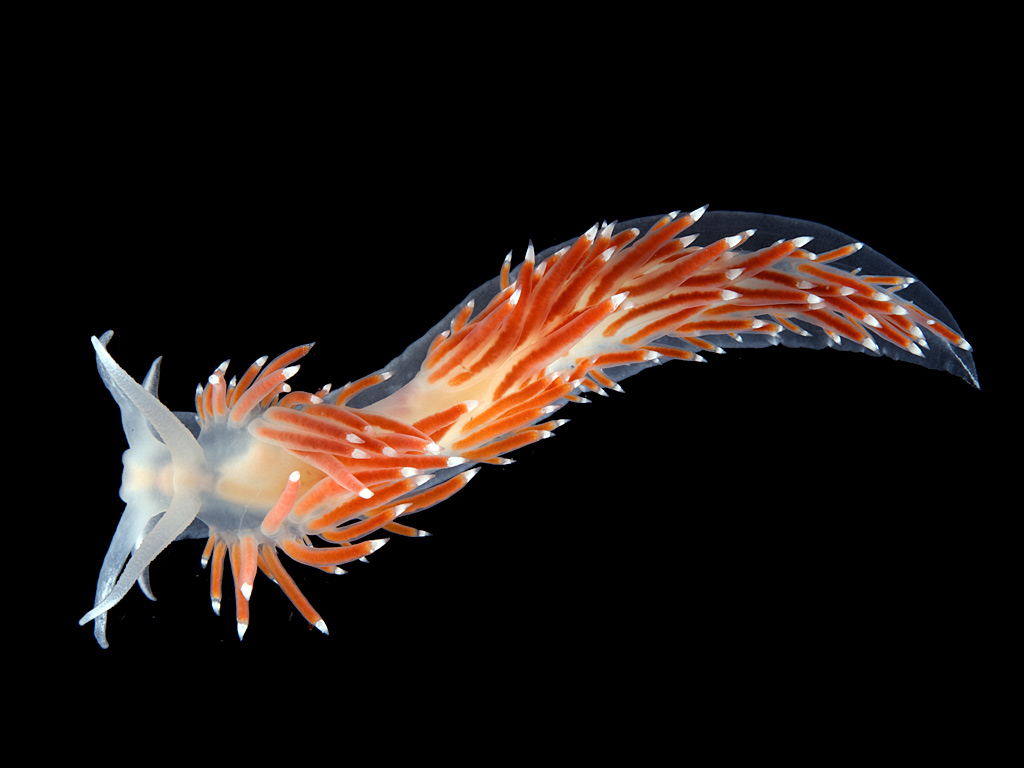
Flabellina browni
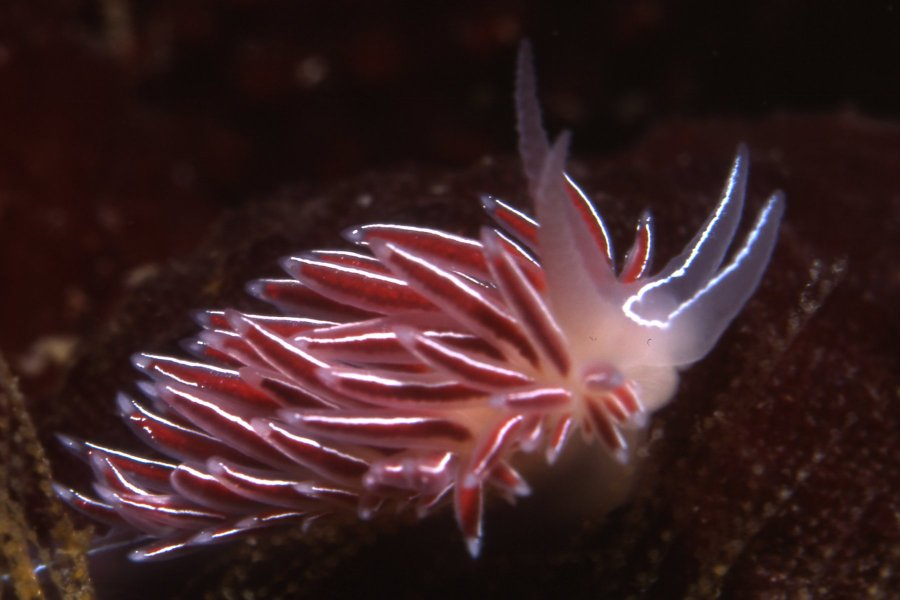
Flabellina capensis
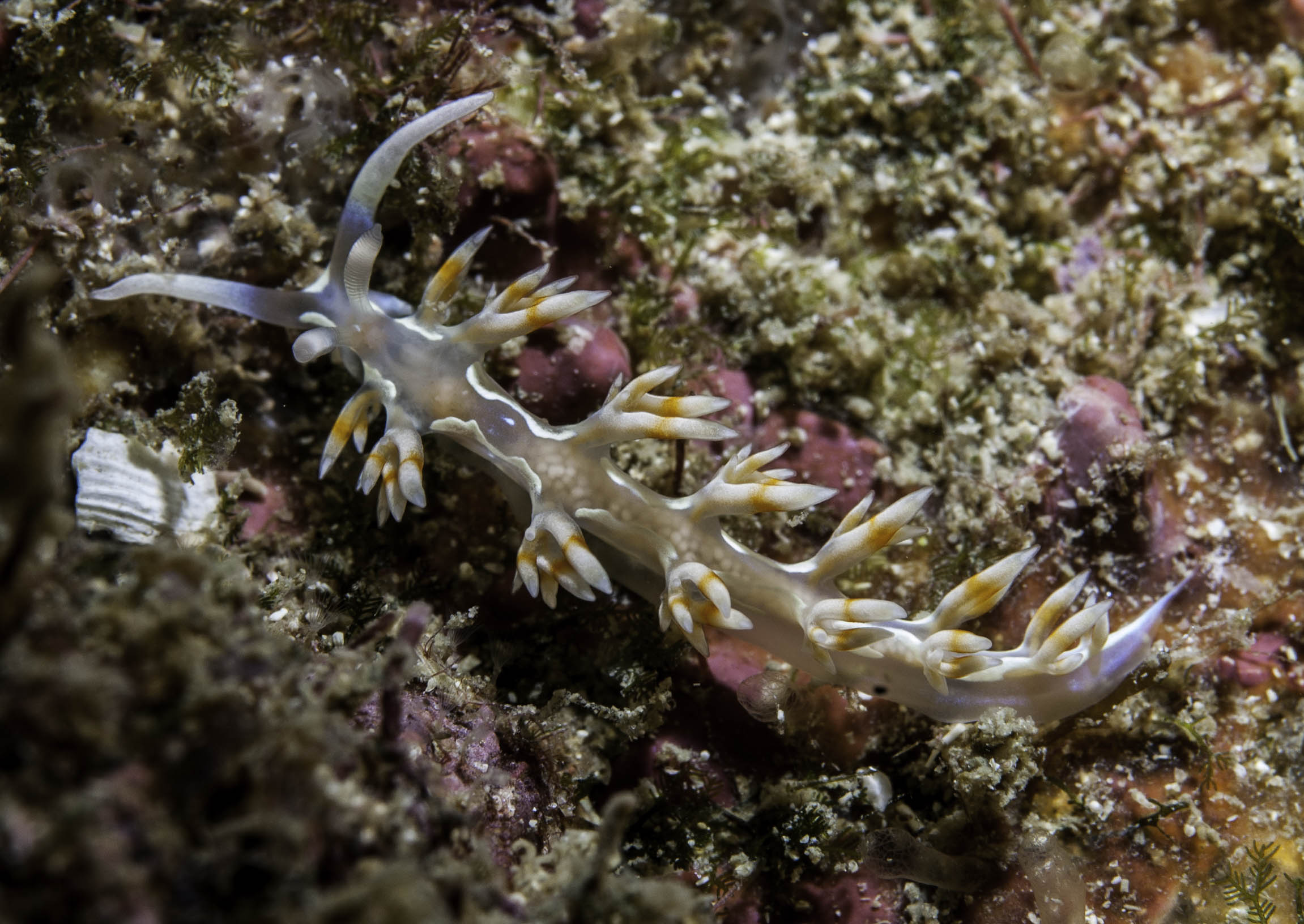
Flabellina engeli
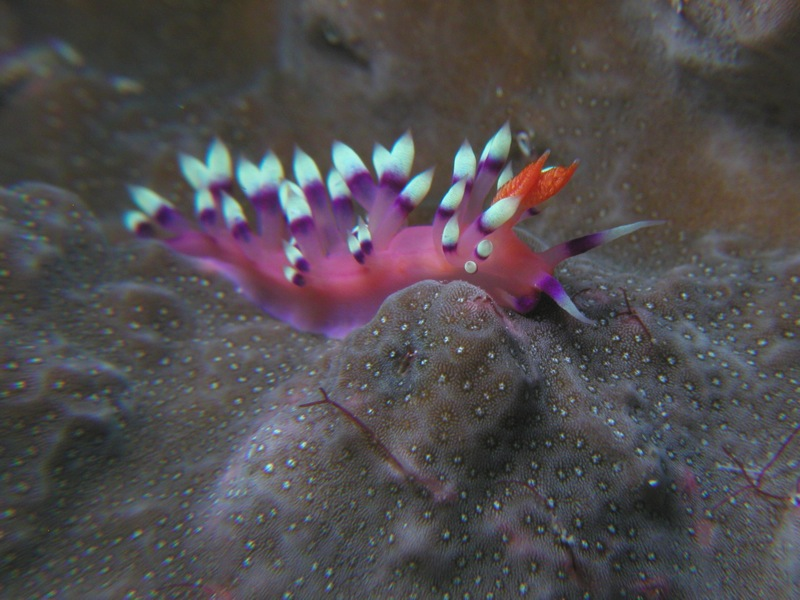
Flabellina exoptata
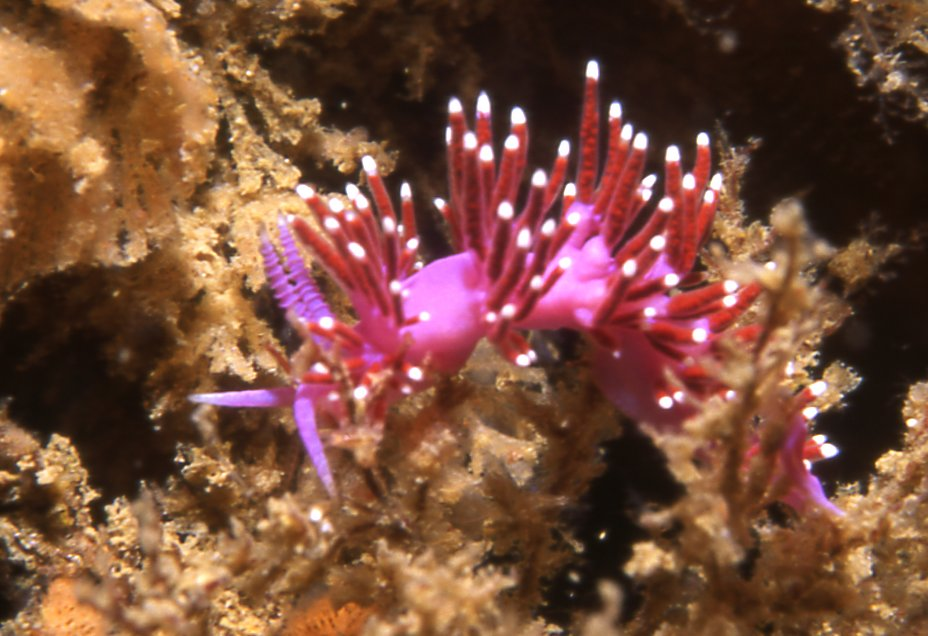
Flabellina funeka
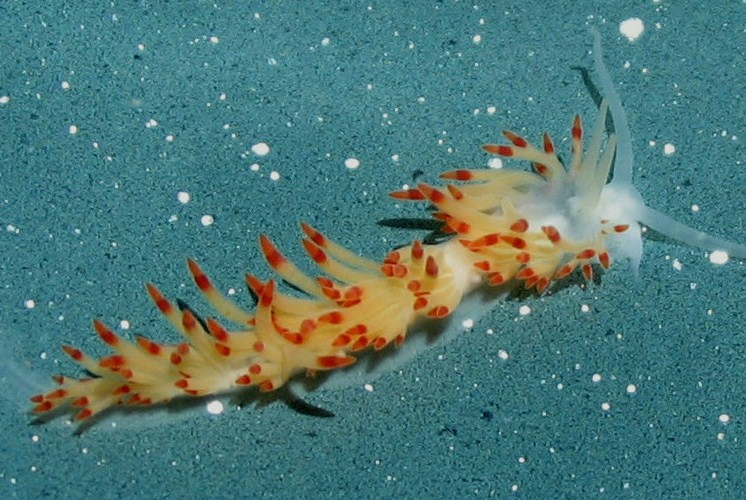
Flabellina goddardi
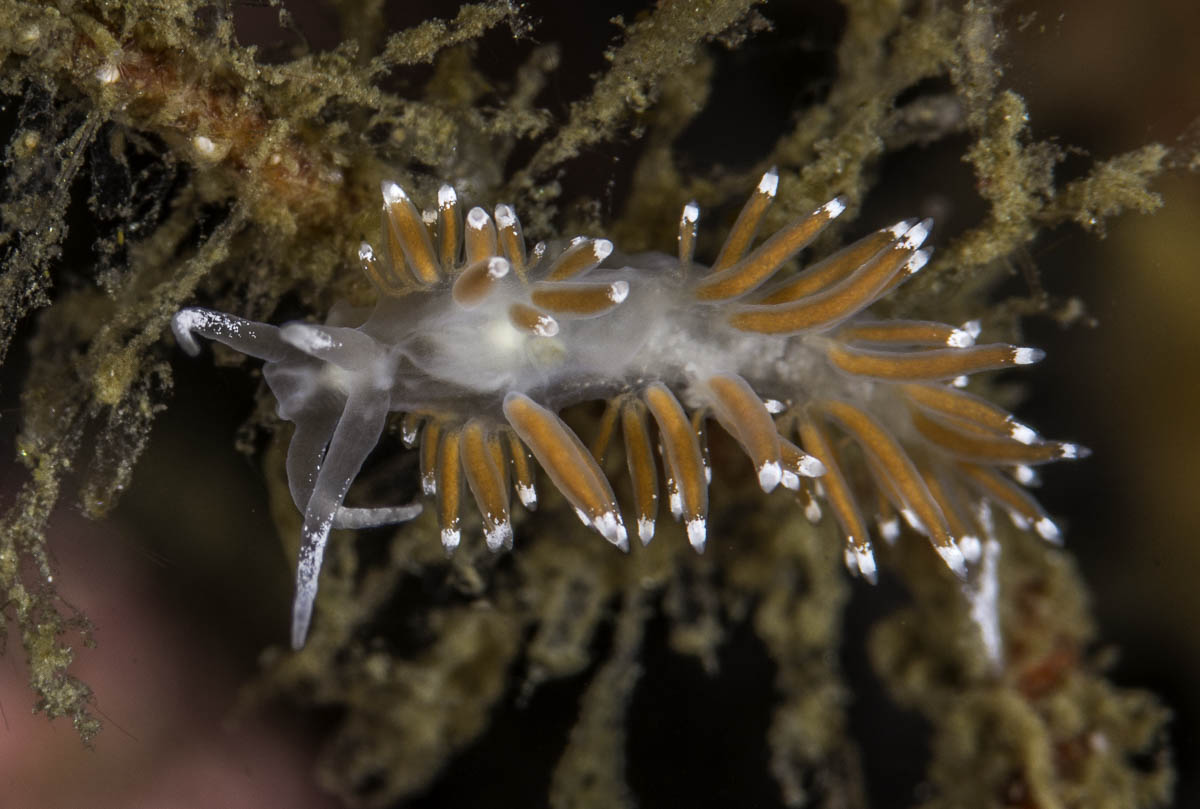
Flabellina gracilis
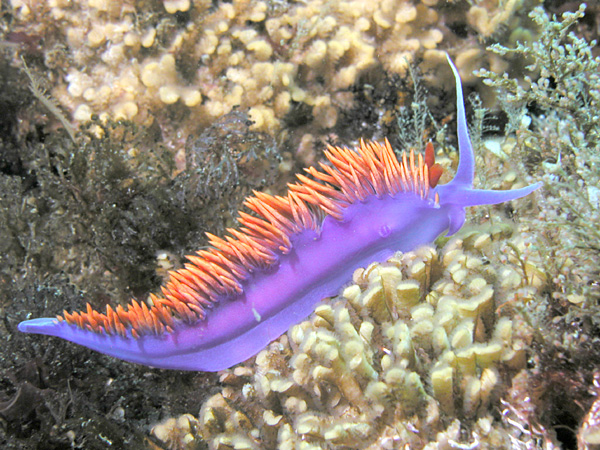
Flabellina iodinea
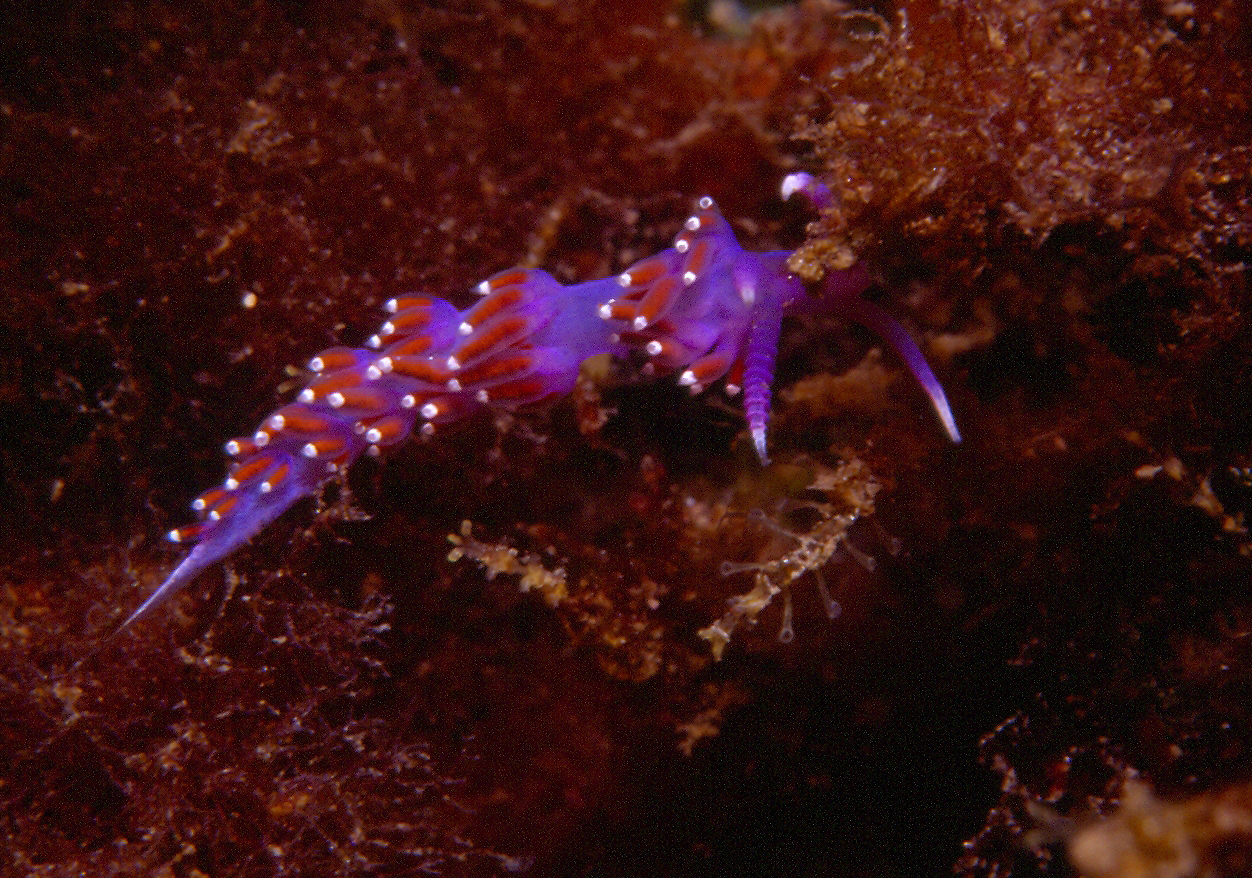
Flabellina ischitana
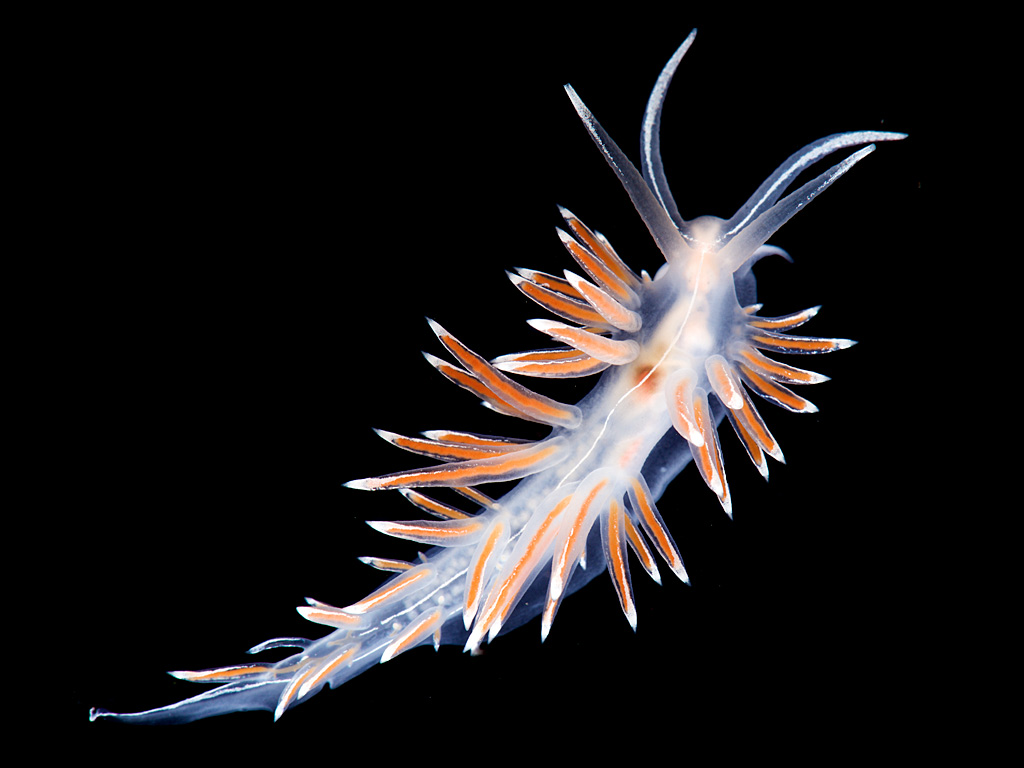
Flabellina lineata
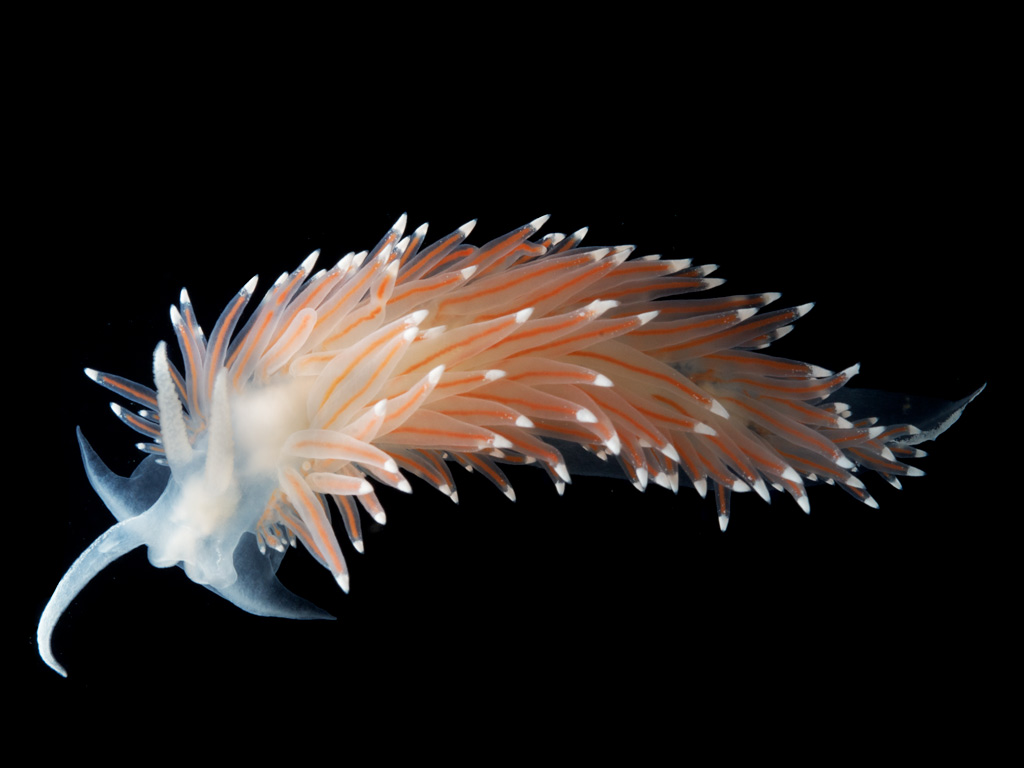
Flabellina nobilis
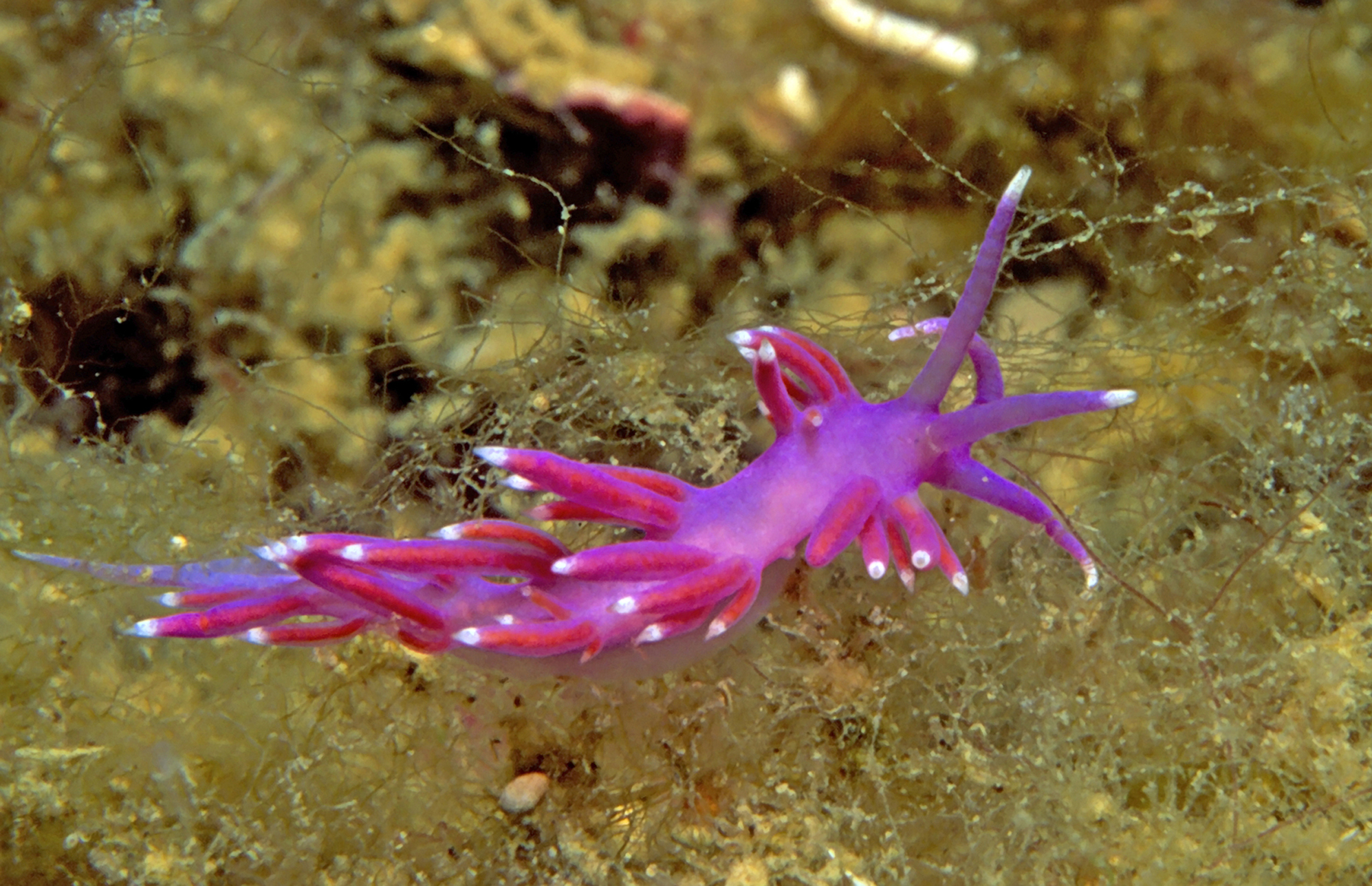
Flabellina pedata
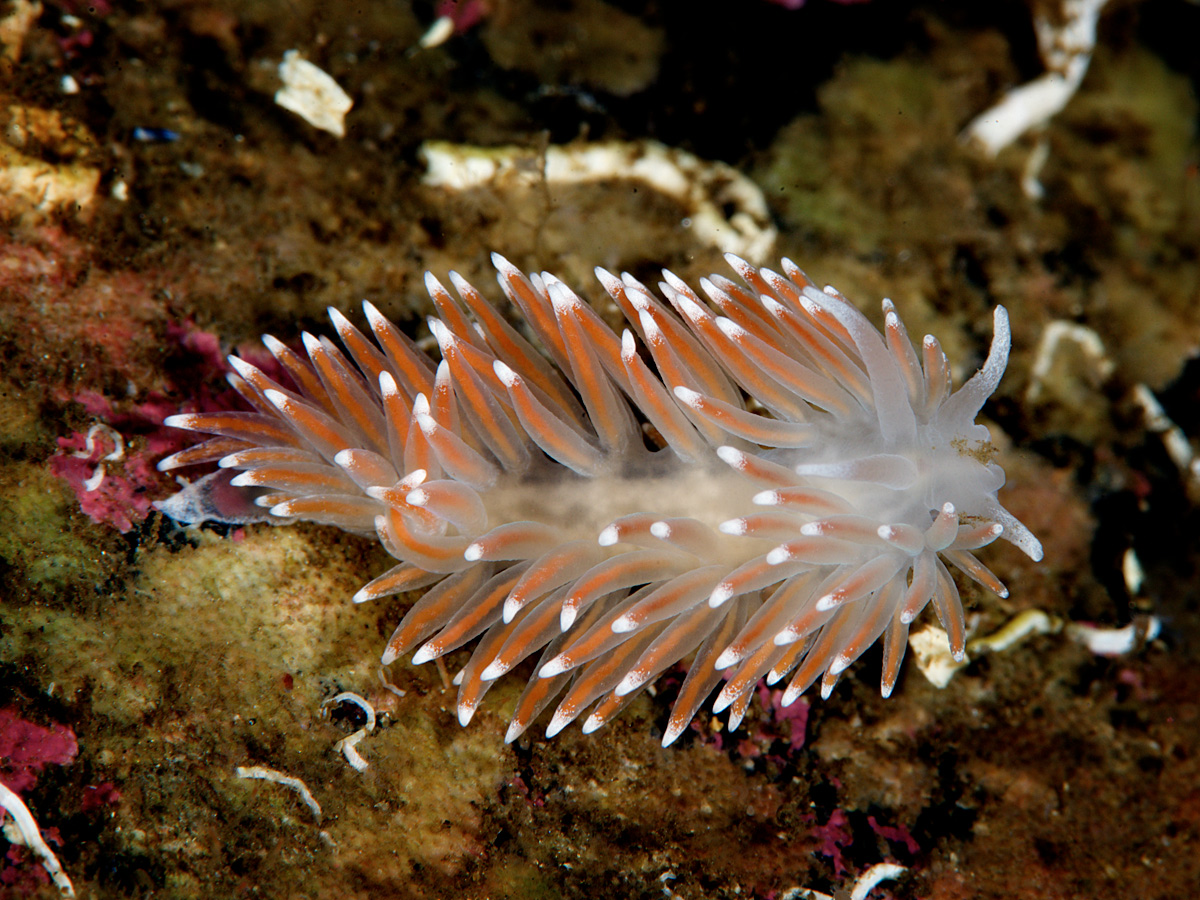
Flabellina pellucida
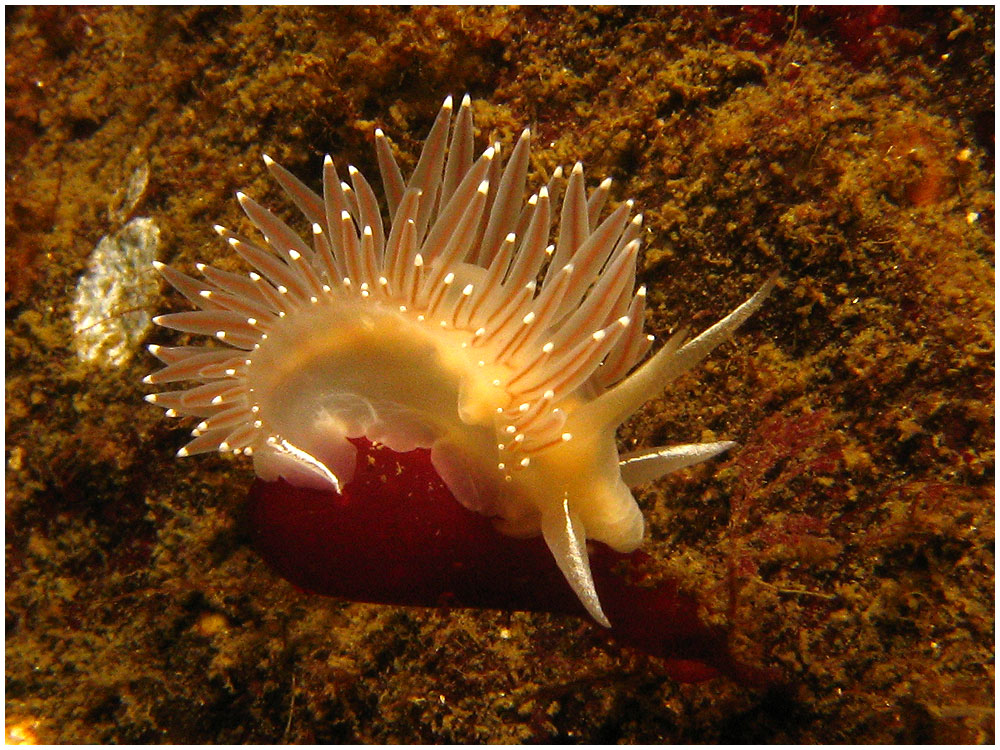
Flabellina trophina
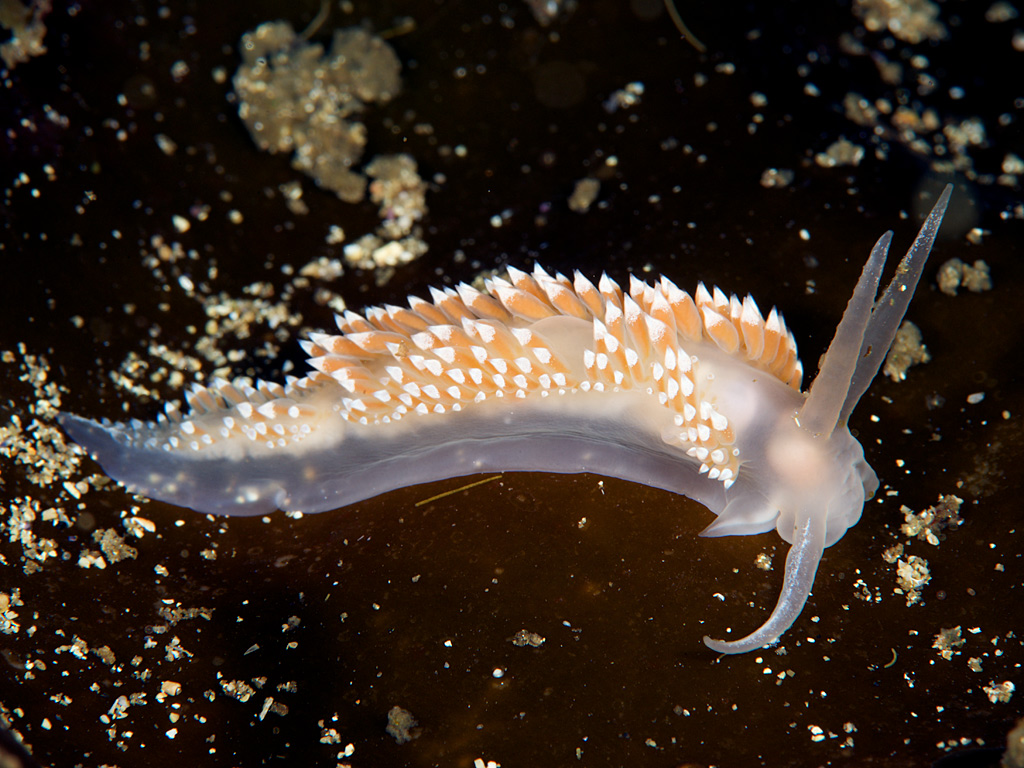
Flabellina verrucosa

 Sinônimos de espécies:
- Flabellina alisonae Gosliner, 1980: sinônimo de Flabellina bicolor
- Flabellina fusca (O'Donoghue, 1921): sinônimo de Flabellina trophina (Bergh, 1890)
- Flabellina ianthina Angas, 1864: sinônimo de Pteraeolidia ianthina (Angas, 1864)
- Flabellina inornata A. Costa, 1866: sinônimo de Spurilla neapolitana
- Flabellina newcombi Angas, 1864: sinônimo de Facelina newcombi (Angas, 1864)
- Flabellina ornata Angas, 1864: sinônimo de Austraeolis ornata (Angas, 1864)
- Flabellina scolopendrella Risbec, 1928: sinônimo de Pteraeolidia ianthina (Angas, 1864)
- Flabellina stohleri Bertsch & Ferreira, 1974: sinônimo de Flabellina telja Marcus & Marcus, 1967
- Flabellina semperi Bergh, 1870: sinônimo de Pteraeolidia ianthina (Angas, 1864)
- Flabellina triophina: sinônimo de Flabellina trophina (Bergh, 1890)
- Flabellina verrucicornis A. Costa, 1867: sinônimo de Berghia verrucicornis (A. Costa, 1867)
- Flabellina versicolor Costa A., 1866: sinônimo de Favorinus branchialis (Rathke, 1806)